# Oflag IV-D
Oflag IV D byl vojenský zajatecký tábor na území dnešního Německa ve vesnici Nardt (místní část obce Elsterheide) nedaleko saského města Hoyerswerda.

## Historie tábora
Výstavbou tábora Elsterhorst bylo pověřeno asi 20 až 30 firem. Zpočátku tábor obývalo asi 350 válečných zajatců z Československa. Zajatci byli ubytováni ve 12 až 15 stanech. Stavbu baráků museli provádět polští vězni, kteří byli vězněni od počátku války v září 1939. Sám tábor zahrnoval tři části. Vlastní barákový tábor se 40 baráky, jenž se nacházel v místě dnešního letiště Nardt. Strážní jednotka a velitelství tábora se necházely při silnici B96. Třetí část s více než deseti baráky, lazaret, kuchyně, prádelna se rozprostírala na místech dnešní Zemské protipožární školy.
Tábor byl určen především pro polské válečné zajatce a od září 1939 nesl označení STALAG IV. V říjnu 1940 byl název upraven na STALAG IV A. Od června 1940 začal zábor přijímat především důstojníky, a to britské, kanadské, belgické a jugoslávské a název tábora je upraven na OFLAG (Offiziersgefangenenlager) IV D. Dočasně sem byli umístováni i sovětští váleční zajatci. K 1. 12. 1944 zde bylo internováno 5223 zajatců.
Tábor byl evakuován po bombardování Drážďan v únoru 1945, zůstalo zde jen 750 nemocných. V dubnu 1945 obsadila tábor sovětská armáda, která zde zřídila zajatecký tábor pro německé vojáky. Bylo zde internováno až 70 000 vojáků přeživších bitvu o Berlín.

## Tábor po válce
V říjnu 1945 byl areál předán sovětským velením pod německou správu. Tábor začal sloužit jako středisko pro uprchlíky z oblastí Sudet, Slezska a východního Pruska. Vedoucím tábora byl v této době Albert Stief, ministr kontroly ve vládách NDR. Tábor byl využíván až do konce března 1948, pak byl uzavřen a posléze rozebrán.